# Echipele Ligii Naționale de handbal feminin 2025-2026
Acest articol prezintă componența echipelor care participă în Liga Națională de handbal feminin 2025-2026. 
Pentru transferurile efectuate de aceste echipe, vedeți Transferuri în liga națională 2025-2026.

### CS Minaur Baia Mare
Antrenor principal:  João Alexandre Florêncio
Antrenor secund:  Daniel Apostu
Antrenor pentru portari:
| Nr. | Post                | Nume              | Data nașterii (vârsta) | Înălțime | Selecții | Goluri | Echipă              |
| --- | ------------------- | ----------------- | ---------------------- | -------- | -------- | ------ | ------------------- |
| 1   | Portar              | Cristina Mihiș    | 1 mai 1994             | 1,82 m   |          |        | CS Minaur Baia Mare |
| 2   | Centru              | Andreea Ianăși    | 2 decembrie 1992       | 1,70 m   |          |        | CS Minaur Baia Mare |
| 6   | Centru              | Emilia Galińska   | 26 decembrie 1992      | 1,75 m   |          |        | CS Minaur Baia Mare |
| 8   | Centru              | Teodora Damian    | 9 decembrie 2006       | 1,78 m   |          |        | CS Minaur Baia Mare |
| 10  | Extremă dreapta     | Jéssica Quintino  | 17 aprilie 1991        | 1,72 m   |          |        | CS Minaur Baia Mare |
| 13  | Intermediar stânga  | María Gomes       | 13 iulie 1999          | 1,76 m   |          |        | CS Minaur Baia Mare |
| 15  | Extremă stânga      | Denisa Romaniuc   | 15 septembrie 2004     | 1,67 m   |          |        | CS Minaur Baia Mare |
| 16  | Portar              | Clara Preda       | 23 iunie 2003          | 1,81 m   |          |        | CS Minaur Baia Mare |
| 21  | Extremă stânga      | Fie Woller        | 17 septembrie 1992     | 1,75 m   |          |        | CS Minaur Baia Mare |
| 30  | Extremă dreapta     | Amalia Terciu     | 30 aprilie 2001        | 1,74 m   |          |        | CS Minaur Baia Mare |
| 33  | Centru              | Amelia Lundbäck   | 22 septembrie 1998     | 1,76 m   |          |        | CS Minaur Baia Mare |
| 53  | Portar              | Iulia Dumanska    | 15 august 1996         | 1,78 m   |          |        | CS Minaur Baia Mare |
| 93  | Pivot               | Alba Spugnini     | 30 iunie 2000          | 1,81 m   |          |        | CS Minaur Baia Mare |
| 95  | Intermediar dreapta | Katarina Pavlović | 30 ianuarie 1995       | 1,80 m   |          |        | CS Minaur Baia Mare |
|     | Pivot               | Andriana Naumenko | 12 decembrie 1998      | 1,83 m   |          |        | CS Minaur Baia Mare |

### CS Gloria 2018 Bistrița Năsăud
Echipa a fost anunțată pe 5 iunie și actualizată pe 14 iulie 2025.
Antrenor principal:  Carlos Viver
Antrenor secund:  Quino Soler
Antrenor pentru portari:  Levente Szabó
| Nr. | Post                | Nume                     | Data nașterii (vârsta) | Înălțime | Selecții | Goluri | Echipă                  |
| --- | ------------------- | ------------------------ | ---------------------- | -------- | -------- | ------ | ----------------------- |
| 1   | Portar              | Ana Maria Măzăreanu      | 4 februarie 1993       | 1,80 m   |          |        | CS Gloria 2018 Bistrița |
| 3   | Pivot               | Iaroslava Burlacenko     | 14 mai 1992            | 1,79 m   |          |        | CS Gloria 2018 Bistrița |
| 7   | Pivot               | Tamires Araújo           | 16 mai 1994            | 1,84 m   |          |        | CS Gloria 2018 Bistrița |
| 9   | Centru              | Larissa Nüsser           | 8 februarie 2000       | 1,75 m   |          |        | CS Gloria 2018 Bistrița |
| 10  | Intermediar stânga  | Danila So Delgado        | 19 ianuarie 2001       | 1,73 m   |          |        | CS Gloria 2018 Bistrița |
| 13  | Centru              | Cristina Laslo (căpitan) | 10 aprilie 1996        | 1,78 m   |          |        | CS Gloria 2018 Bistrița |
| 14  | Intermediar stânga  | Bianca Bazaliu           | 30 iulie 1997          | 1,81 m   |          |        | CS Gloria 2018 Bistrița |
| 25  | Extremă stânga      | Éva Kerekes              | 7 aprilie 2001         | 1,71 m   |          |        | CS Gloria 2018 Bistrița |
| 27  | Extremă dreapta     | Asuka Fujita             | 14 februarie 1992      | 1,66 m   |          |        | CS Gloria 2018 Bistrița |
| 30  | Extremă dreapta     | Sonia Seraficeanu        | 25 iulie 1997          | 1,76 m   |          |        | CS Gloria 2018 Bistrița |
| 87  | Portar              | Renata de Arruda         | 18 februarie 1999      | 1,78 m   |          |        | CS Gloria 2018 Bistrița |
| 98  | Intermediar dreapta | Seynabou Mbengue         | 14 octombrie 1998      | 1,88 m   |          |        | CS Gloria 2018 Bistrița |
|     | Intermediar stânga  | Paula Arcos              | 21 decembrie 2001      | 1,68 m   |          |        | CS Gloria 2018 Bistrița |
|     | Intermediar dreapta | Daria Bucur              | 11 iulie 1999          | 1,81 m   |          |        | CS Gloria 2018 Bistrița |
|     | Extremă stânga      | Jennifer Gutiérrez       | 20 februarie 1995      | 1,69 m   |          |        | CS Gloria 2018 Bistrița |
|     | Intermediar dreapta | Monika Kobylińska        | 9 aprilie 1995         | 1,77 m   |          |        | CS Gloria 2018 Bistrița |
|     | Extremă stânga      | Corina Lupei             | 12 iulie 2002          | 1,75 m   |          |        | CS Gloria 2018 Bistrița |
|     | Pivot               | Lorena Ostase            | 25 iulie 1997          | 1,79 m   |          |        | CS Gloria 2018 Bistrița |
|     | Intermediar stânga  | Ștefania Stoica          | 24 august 2003         | 1,82 m   |          |        | CS Gloria 2018 Bistrița |
|     | Portar              | Daria Uhrec              | 10 mai 2005            | 1,78 m   |          |        | CS Gloria 2018 Bistrița |
|     | Intermediar dreapta | Martina Stan             | 28 mai 2007            | 1,80 m   |          |        | CS Gloria 2018 Bistrița |
|     | Intermediar stânga  | Aleksandra Zimny         | 21 mai 1996            | 1,90 m   |          |        | CS Gloria 2018 Bistrița |

### CSM Corona Brașov
Antrenor principal:  Bogdan Burcea
Antrenor secund:  Mihaela Ciobotaru
Antrenor pentru portari:  Eugen Ciulei
| Nr. | Post                | Nume                        | Data nașterii (vârsta) | Înălțime | Selecții | Goluri | Echipă            |
| --- | ------------------- | --------------------------- | ---------------------- | -------- | -------- | ------ | ----------------- |
| 1   | Portar              | Bianca Curmenț              | 12 iunie 1997          | 1,81 m   |          |        | CSM Corona Brașov |
| 9   | Intermediar dreapta | Jelena Živković             | 6 iulie 1991           | 1,84 m   |          |        | CSM Corona Brașov |
| 11  | Centru              | Harma van Kreij             | 11 noiembrie 1993      | 1,72 m   |          |        | CSM Corona Brașov |
| 12  | Portar              | Anica Gudelj                | 27 octombrie 1991      | 1,82 m   |          |        | CSM Corona Brașov |
| 13  | Intermediar stânga  | Ana Maria Văcariu (căpitan) | 15 septembrie 1998     | 1,82 m   |          |        | CSM Corona Brașov |
| 14  | Extremă dreapta     | Marilena Neagu              | 27 octombrie 1989      | 1,70 m   |          |        | CSM Corona Brașov |
| 16  | Portar              | Raluca Rădoi                | 3 decembrie 2002       | 1,82 m   |          |        | CSM Corona Brașov |
| 17  | Pivot               | Bianca Voica                | 9 iulie 2002           | 1,82 m   |          |        | CSM Corona Brașov |
| 19  | Extremă stânga      | Alexandra Dumitrașcu        | 4 septembrie 2002      | 1,72 m   |          |        | CSM Corona Brașov |
| 20  | Extremă stânga      | Cristina Iordachi           | 7 decembrie 2002       | 1,60 m   |          |        | CSM Corona Brașov |
| 24  | Centru              | Alisia Boiciuc              | 20 iulie 2005          | 1,77 m   |          |        | CSM Corona Brașov |
| 28  | Intermediar stânga  | Laura Lasm                  | 19 iunie 2000          | 1,74 m   |          |        | CSM Corona Brașov |
| 33  | Extremă dreapta     | Katarina Krpež Šlezak       | 2 mai 1988             | 1,69 m   |          |        | CSM Corona Brașov |
| 44  | Extremă dreapta     | Flavia Munteanu             | 24 august 2001         | 1,73 m   |          |        | CSM Corona Brașov |
| 71  | Pivot               | Bobana Klikovac             | 27 iunie 1995          | 1,81 m   |          |        | CSM Corona Brașov |
| 89  | Intermediar stânga  | Cristina Burcea-Zamfir      | 29 septembrie 1989     | 1,83 m   |          |        | CSM Corona Brașov |
|     | Extremă stânga      | Larissa Araújo              | 1 iulie 1992           | 1,67 m   |          |        | CSM Corona Brașov |
|     | Intermediar stânga  | Sorina Grozav               | 27 mai 1999            | 1,75 m   |          |        | CSM Corona Brașov |
|     | Pivot               | Tamara Haggerty             | 29 aprilie 1996        | 1,790 m  |          |        | CSM Corona Brașov |
|     | Pivot               | Ruth João                   | 17 octombrie 1998      | 1,82 m   |          |        | CSM Corona Brașov |
|     | Extremă stânga      | Dijana Mugoša               | 22 octombrie 1995      | 1,73 m   |          |        | CSM Corona Brașov |

### HC Dunărea Brăila
Antrenor principal:  Jan Leslie
Antrenor secund:  Søren Nørgaard
Antrenor secund:  Cristian Preda
Antrenor pentru portari:  İbrahim Belet
| Nr. | Post                | Nume                 | Data nașterii (vârsta) | Înălțime | Selecții | Goluri | Echipă            |
| --- | ------------------- | -------------------- | ---------------------- | -------- | -------- | ------ | ----------------- |
| 1   | Portar              | Elena Șerban         | 15 octombrie 1994      | 1,78 m   |          |        | HC Dunărea Brăila |
| 2   | Intermediar stânga  | Diana Lixăndroiu     | 20 iulie 2005          | 1,84 m   |          |        | HC Dunărea Brăila |
| 8   | Extremă dreapta     | Simone Böhme         | 17 august 1991         | 1,69 m   |          |        | HC Dunărea Brăila |
| 10  | Centru              | Dejana Milosavljević | 23 noiembrie 1994      | 1,73 m   |          |        | HC Dunărea Brăila |
| 17  | Pivot               | Katarina Ježić       | 19 decembrie 1992      | 1,73 m   |          |        | HC Dunărea Brăila |
| 21  | Pivot               | Mirabela Coteț       | 22 februarie 2001      | 1,75 m   |          |        | HC Dunărea Brăila |
| 35  | Pivot               | Liliana Venâncio     | 19 septembrie 1995     | 1,91 m   |          |        | HC Dunărea Brăila |
| 40  | Extremă stânga      | Daria Michalak       | 12 decembrie 1995      | 1,84 m   |          |        | HC Dunărea Brăila |
| 44  | Portar              | Kira Trusova         | 28 iunie 1994          | 1,82 m   |          |        | HC Dunărea Brăila |
| 55  | Extremă dreapta     | Oana Borș            | 27 noiembrie 2003      | 1,71 m   |          |        | HC Dunărea Brăila |
| 70  | Centru              | Andreea Popa         | 3 iunie 2000           | 1,77 m   |          |        | HC Dunărea Brăila |
| 77  | Extremă stânga      | Mariam Mohamed       | 27 august 2004         | 1,71 m   |          |        | HC Dunărea Brăila |
| 99  | Intermediar dreapta | Mireya González      | 18 iulie 1991          | 1,78 m   |          |        | HC Dunărea Brăila |
|     | Intermediar dreapta | Anđela Janjušević    | 15 iunie 1995          | 1,78 m   |          |        | HC Dunărea Brăila |
|     | Centru              | Valeria Kirdiașeva   | 28 noiembrie 2000      | 1,76 m   |          |        | HC Dunărea Brăila |
|     | Pivot               | Aleksandra Olek      | 31 octombrie 2000      | 1,80 m   |          |        | HC Dunărea Brăila |
|     | Portar              | Ana Maria Cristea    | 12 octombrie 2004      | 1,85 m   |          |        | HC Dunărea Brăila |
|     | Intermediar dreapta | Ana Maria Gavrilă    | 16 septembrie 2006     | 1,78 m   |          |        | HC Dunărea Brăila |
|     | Extremă stânga      | Daria Mihăilă        | 5 octombrie 2006       | 1,80 m   |          |        | HC Dunărea Brăila |
|     | Portar              | Andreea Pisiceanu    | 9 mai 2006             | 1,81 m   |          |        | HC Dunărea Brăila |

### CSM București
Antrenor principal:
Antrenor secund:  Iulia Curea
Antrenor pentru portari:  Alina Iordache
| Nr. | Post                | Nume                 | Data nașterii (vârsta) | Înălțime | Selecții | Goluri | Echipă        |
| --- | ------------------- | -------------------- | ---------------------- | -------- | -------- | ------ | ------------- |
| 1   | Portar              | Gabriela Moreschi    | 8 iulie 1994           | 1,90 m   |          |        | CSM București |
| 2   | Extremă dreapta     | Mihaela Mihai        | 15 decembrie 2004      | 1,78 m   |          |        | CSM București |
| 3   | Intermediar stânga  | Emilie Hegh Arntzen  | 1 ianuarie 1994        | 1,84 m   |          |        | CSM București |
| 4   | Centru              | Alina Grijseels      | 12 aprilie 1996        | 1,74 m   |          |        | CSM București |
| 9   | Centru              | Andreea Rotaru       | 20 februarie 1994      | 1,75 m   |          |        | CSM București |
| 10  | Intermediar stânga  | Inger Smits          | 17 septembrie 1994     | 1,79 m   |          |        | CSM București |
| 14  | Intermediar stânga  | Đurđina Jauković     | 24 februarie 1997      | 1,85 m   |          |        | CSM București |
| 15  | Extremă stânga      | Emma Friis           | 31 octombrie 1999      | 1,75 m   |          |        | CSM București |
| 16  | Portar              | Evelina Eriksson     | 20 august 1996         | 1,84 m   |          |        | CSM București |
| 17  | Centru              | Elizabeth Omoregie   | 29 decembrie 1996      | 1,78 m   |          |        | CSM București |
| 21  | Extremă stânga      | Alexandra Dindiligan | 16 februarie 1997      | 1,69 m   |          |        | CSM București |
| 25  | Extremă dreapta     | Trine Østergaard     | 17 octombrie 1991      | 1,66 m   |          |        | CSM București |
| 32  | Pivot               | Noémi Pásztor        | 2 aprilie 1999         | 1,78 m   |          |        | CSM București |
| 49  | Pivot               | Andreea Ailincăi     | 15 decembrie 2003      | 1,85 m   |          |        | CSM București |
| 51  | Pivot               | Vilde Ingstad        | 18 decembrie 1994      | 1,78 m   |          |        | CSM București |
| 77  | Pivot               | Crina Pintea         | 3 aprilie 1990         | 1,92 m   |          |        | CSM București |
| 98  | Portar              | Daciana Hosu         | 16 ianuarie 1998       | 1,82 m   |          |        | CSM București |
|     | Pivot               | Tatjana Brnović      | 9 noiembrie 1998       | 1,83 m   |          |        | CSM București |
|     | Pivot               | Merel Freriks        | 6 ianuarie 1998        | 1,75 m   |          |        | CSM București |
|     | Intermediar stânga  | Anne Mette Hansen    | 25 august 1994         | 1,85 m   |          |        | CSM București |
|     | Intermediar dreapta | Valeria Maslova      | 23 ianuarie 2001       | 1,88 m   |          |        | CSM București |
|     | Intermediar dreapta | Kristina Novak       | 29 august 2000         | 1,73 m   |          |        | CSM București |

### CS Rapid București
Antrenor principal:  Laurent Bezeau
Antrenor secund:  Adrian Petrea
Antrenor pentru portari:  Alexandru Buligan
| Nr. | Post                | Nume                     | Data nașterii (vârsta) | Înălțime | Selecții | Goluri | Echipă             |
| --- | ------------------- | ------------------------ | ---------------------- | -------- | -------- | ------ | ------------------ |
| 7   | Centru              | Eliza Buceschi (căpitan) | 1 august 1993          | 1,77 m   |          |        | CS Rapid București |
| 10  | Pivot               | Albertina Kassoma        | 12 iunie 1996          | 1,94 m   |          |        | CS Rapid București |
| 12  | Portar              | Diana Ciucă              | 1 iunie 2000           | 1,80 m   |          |        | CS Rapid București |
| 16  | Portar              | Denisa Șandru            | 27 septembrie 1994     | 1,81 m   |          |        | CS Rapid București |
| 20  | Extremă stânga      | Dorina Korsós            | 3 septembrie 1995      | 1,69 m   |          |        | CS Rapid București |
| 22  | Intermediar dreapta | Cătălina Dascălu         | 22 ianuarie 2005       | 1,77 m   |          |        | CS Rapid București |
| 91  | Extremă dreapta     | Sara Ristovska           | 9 septembrie 1996      | 1,69 m   |          |        | CS Rapid București |
|     | Intermediar stânga  | Djazz Chambertin         | 26 iunie 1997          | 1,76 m   |          |        | CS Rapid București |
|     | Intermediar dreapta | Line Ellertsen           | 4 iunie 1998           | 1,74 m   |          |        | CS Rapid București |
|     | Extremă stânga      | Mina Hesselberg          | 20 aprilie 2000        | 1,77 m   |          |        | CS Rapid București |
|     | Intermediar stânga  | Maria Kanaval            | 19 martie 1997         | 1,85 m   |          |        | CS Rapid București |
|     | Centru              | Mariana Lopes            | 9 decembrie 1994       | 1,73 m   |          |        | CS Rapid București |
|     | Centru              | Stelvia Pascoal          | 20 octombrie 2002      | 1,72 m   |          |        | CS Rapid București |
|     | Pivot               | Viktoria Șamanovskaia    | 8 august 1993          | 1,75 m   |          |        | CS Rapid București |
|     | Extremă dreapta     | Alexandra Töpfner        | 8 februarie 1996       | 1,70 m   |          |        | CS Rapid București |

### SCM Craiova
Antrenor principal:  Ovidiu Mihăilă
Antrenor secund:  Florentina Stanciu
Antrenor pentru portari:
| Nr. | Post                | Nume                | Data nașterii (vârsta) | Înălțime | Selecții | Goluri | Echipă      |
| --- | ------------------- | ------------------- | ---------------------- | -------- | -------- | ------ | ----------- |
| 8   | Intermediar stânga  | Ćamila Mičijević    | 8 septembrie 1994      | 1,94 m   |          |        | SCM Craiova |
| 9   | Intermediar stânga  | Aslı İskit          | 7 decembrie 1993       | 1,78 m   |          |        | SCM Craiova |
| 14  | Extremă dreapta     | Željka Nikolić      | 12 iulie 1991          | 1,64 m   |          |        | SCM Craiova |
| 15  | Pivot               | Katarina Bojicić    | 1 ianuarie 1998        | 1,79 m   |          |        | SCM Craiova |
| 16  | Portar              | Jovana Risović      | 7 octombrie 1993       | 1,71 m   |          |        | SCM Craiova |
| 23  | Extremă stânga      | Andreea Mihart      | 11 noiembrie 1999      | 1,72 m   |          |        | SCM Craiova |
| 26  | Intermediar stânga  | Nicoleta Tudorică   | 26 noiembrie 1988      | 1,83 m   |          |        | SCM Craiova |
| 29  | Centru              | Francielle da Rocha | 10 iunie 1992          | 1,66 m   |          |        | SCM Craiova |
| 30  | Intermediar stânga  | Patricia Moraru     | 18 septembrie 2000     | 1,79 m   |          |        | SCM Craiova |
| 31  | Extremă dreapta     | Orsolya Mózes       | 9 iulie 2004           | 1,70 m   |          |        | SCM Craiova |
| 44  | Intermediar dreapta | Katarina Džaferović | 14 iulie 2002          | 1,82 m   |          |        | SCM Craiova |
| 55  | Portar              | Darly de Paula      | 25 august 1982         | 1,78 m   |          |        | SCM Craiova |
| 66  | Portar              | Ioana Pavăl         | 26 septembrie 2006     | 1,80 m   |          |        | SCM Craiova |
| 68  | Pivot               | Teodora Popescu     | 7 noiembrie 1998       | 1,75 m   |          |        | SCM Craiova |
| 77  | Centru              | Valentina Blažević  | 14 februarie 1994      | 1,70 m   |          |        | SCM Craiova |
| 94  | Intermediar stânga  | Claudia Pașcan      | 18 iunie 1994          | 1,78 m   |          |        | SCM Craiova |
|     | Intermediar dreapta | Alicia Gogîrlă      | 17 ianuarie 2003       | 1,83 m   |          |        | SCM Craiova |
|     | Pivot               | Ainhoa Hernández    | 27 aprilie 1994        | 1,80 m   |          |        | SCM Craiova |
|     | Intermediar dreapta | Natalia Nosek       | 20 aprilie 1998        | 1,79 m   |          |        | SCM Craiova |
|     | Extremă stânga      | Ivona Pavićević     | 21 aprilie 1996        | 1,69 m   |          |        | SCM Craiova |
|     | Portar              | Marina Rajčić       | 24 decembrie 1993      | 1,78 m   |          |        | SCM Craiova |

### SCM Râmnicu Vâlcea
Echipa a fost anunțată pe 2 iulie 2025.
Antrenor principal:  Florentin Pera
Antrenor secund:  Mihai Rohozneanu
Antrenor pentru portari:  Luminița Dinu
| Nr. | Post                | Nume                     | Data nașterii (vârsta) | Înălțime | Selecții | Goluri | Echipă             |
| --- | ------------------- | ------------------------ | ---------------------- | -------- | -------- | ------ | ------------------ |
| 1   | Portar              | Eli Skogstrand           | 21 martie 2000         | 1,73 m   |          |        | SCM Râmnicu Vâlcea |
| 4   | Extremă dreapta     | Tuva Høve                | 11 iunie 2000          | 1,75 m   |          |        | SCM Râmnicu Vâlcea |
| 6   | Pivot               | Asma Elghaoui            | 29 august 1991         | 1,70 m   |          |        | SCM Râmnicu Vâlcea |
| 7   | Intermediar stânga  | Anamaria Grigore         | 29 martie 2004         | 1,77 m   |          |        | SCM Râmnicu Vâlcea |
| 8   | Intermediar stânga  | Karoline Lund            | 31 mai 1999            | 1,82 m   |          |        | SCM Râmnicu Vâlcea |
| 9   | Intermediar stânga  | Daphne Gautschi          | 9 iulie 2000           | 1,73 m   |          |        | SCM Râmnicu Vâlcea |
| 10  | Extremă stânga      | Anniken Wollik           | 5 decembrie 1997       | 1,66 m   |          |        | SCM Râmnicu Vâlcea |
| 11  | Centru              | Amalie Wulff             | 18 mai 1999            | 1,70 m   |          |        | SCM Râmnicu Vâlcea |
| 12  | Portar              | Diana Neagu              | 15 octombrie 2004      | 1,70 m   |          |        | SCM Râmnicu Vâlcea |
| 16  | Portar              | Beatrice Tunariu         |                        |          |          |        | SCM Râmnicu Vâlcea |
| 17  | Centru              | Rebeca Necula            | 17 mai 2003            | 1,68 m   |          |        | SCM Râmnicu Vâlcea |
| 18  | Pivot               | Maria Lykkegaard         | 27 februarie 1996      | 1,76 m   |          |        | SCM Râmnicu Vâlcea |
| 21  | Centru              | Andreea Bujor            | 30 noiembrie 2001      | 1,86 m   |          |        | SCM Râmnicu Vâlcea |
| 22  | Extremă stânga      | Cristina Florica         | 11 mai 1992            | 1,62 m   |          |        | SCM Râmnicu Vâlcea |
| 27  | Intermediar dreapta | Julia Maidhof            | 13 martie 1998         | 1,76 m   |          |        | SCM Râmnicu Vâlcea |
| 28  | Centru              | Mia Zschocke             | 28 mai 1998            | 1,78 m   |          |        | SCM Râmnicu Vâlcea |
| 29  | Pivot               | Nataša Ljepoja           | 28 ianuarie 1996       | 1,78 m   |          |        | SCM Râmnicu Vâlcea |
| 32  | Portar              | Raluca Kelemen           | 24 iunie 1998          | 1,80 m   |          |        | SCM Râmnicu Vâlcea |
| 38  | Intermediar dreapta | Alberte Kielstrup Madsen | 15 septembrie 2000     | 1,83 m   |          |        | SCM Râmnicu Vâlcea |
| 55  | Extremă dreapta     | Sara Trușcă              | 22 octombrie 2007      | 1,75 m   |          |        | SCM Râmnicu Vâlcea |
| 77  | Extremă dreapta     | Alina Mușat              | 7 septembrie 2005      | 1,78 m   |          |        | SCM Râmnicu Vâlcea |
| 79  | Extremă stânga      | Anamaria Stroie          |                        |          |          |        | SCM Râmnicu Vâlcea |

### CSM Slatina
Antrenor principal:  Andrei Popescu
Antrenor secund:  Iulian Perpelea
Antrenor pentru portari:
| Nr. | Post                | Nume                  | Data nașterii (vârsta) | Înălțime | Selecții | Goluri | Echipă      |
| --- | ------------------- | --------------------- | ---------------------- | -------- | -------- | ------ | ----------- |
| 1   | Portar              | Ekaterina Djukeva     | 8 mai 1988             | 1,85 m   |          |        | CSM Slatina |
| 2   | Centru              | Narcisa Verde         | 1998 (26 de ani)       | 1,69 m   |          |        | CSM Slatina |
| 3   | Extremă dreapta     | Adina Cace            | 29 iulie 2000          | 1,69 m   |          |        | CSM Slatina |
| 4   | Intermediar stânga  | Gréta Kácsor          | 24 aprilie 2000        | 1,76 m   |          |        | CSM Slatina |
| 7   | Centru              | Aleksandra Vukajlović | 7 iunie 1997           | 1,70 m   |          |        | CSM Slatina |
| 9   | Pivot               | Elena Fulgoi          | 1 octombrie 1999       |          |          |        | CSM Slatina |
| 10  | Intermediar stânga  | Sonia Vasiliu         | 11 ianuarie 1996       | 1,82 m   |          |        | CSM Slatina |
| 11  | Intermediar dreapta | Valentina Lecu        | 14 septembrie 2004     | 1,70 m   |          |        | CSM Slatina |
| 16  | Portar              | Elena Nagy            | 21 ianuarie 1998       | 1,76 m   |          |        | CSM Slatina |
| 18  | Pivot               | Manuela Ninciu        | 2007 (17 ani)          |          |          |        | CSM Slatina |
| 21  | Intermediar stânga  | Magda Cazanga         | 28 mai 1991            | 1,77 m   |          |        | CSM Slatina |
| 23  | Pivot               | Andreea Țîrle         | 2 aprilie 2002         | 1,77 m   |          |        | CSM Slatina |
| 31  | Extremă dreapta     | Magda Balsam          | 20 septembrie 1996     | 1,72 m   |          |        | CSM Slatina |
| 43  | Intermediar stânga  | Nada Ćorović          | 16 decembrie 2000      | 1,80 m   |          |        | CSM Slatina |
| 94  | Extremă dreapta     | Cristina Boian        | 28 aprilie 1994        | 1,65 m   |          |        | CSM Slatina |
| 96  | Extremă stânga      | Hermina Olaru         | 17 decembrie 1996      | 1,68 m   |          |        | CSM Slatina |
| 97  | Pivot               | Nikolina Vukčević     | 28 iulie 2000          | 1,79 m   |          |        | CSM Slatina |
| 98  | Intermediar stânga  | Mara Matea            | 12 iunie 2002          | 1,81 m   |          |        | CSM Slatina |
|     | Extremă stânga      | Nicoleta Dincă        | 2 august 1988          | 1,70 m   |          |        | CSM Slatina |
|     | Centru              | Luciana Popescu       | 13 octombrie 1988      | 1,76 m   |          |        | CSM Slatina |

### HC Zalău
O listă cu transferurile echipei pentru sezonul 2025-2026 a fost publicată pe 16 iulie 2025.
Antrenor principal:  Gheorghe Tadici
Antrenor secund:  Goran Kurteš
| Nr. | Post                      | Nume                | Data nașterii (vârsta) | Înălțime | Selecții | Goluri | Echipă   |
| --- | ------------------------- | ------------------- | ---------------------- | -------- | -------- | ------ | -------- |
| 1   | Portar                    | Ioana Niță          | 4 mai 2006             | 1,83 m   |          |        | HC Zalău |
| 3   | Extremă stânga            | Alexia Niță         | 21 martie 2007         | 1,64 m   |          |        | HC Zalău |
| 6   | Pivot                     | Ioana Danilescu     | 3 mai 2005             | 1,79 m   |          |        | HC Zalău |
| 9   | Intermediar dreapta       | Andreea Mărginean   | 17 ianuarie 1990       | 1,85 m   |          |        | HC Zalău |
| 10  | Pivot                     | Mouna Jlezi         | 22 iunie 1991          | 1,73 m   |          |        | HC Zalău |
| 12  | Portar                    | Sara Rus            | 29 septembrie 2002     | 1,89 m   |          |        | HC Zalău |
| 15  | Inter/Extremă dreapta     | Aya Ben Abdallah    | 19 august 1997         | 1,65 m   |          |        | HC Zalău |
| 16  | Portar                    | Andreea Nastasă     | 29 ianuarie 1998       | 1,70 m   |          |        | HC Zalău |
| 18  | Centru                    | Bianca Vintilă      | 8 februarie 2006       | 1,76 m   |          |        | HC Zalău |
| 20  | Centru/Inter stânga       | Ioana Bălăceanu     | 13 februarie 2001      | 1,74 m   |          |        | HC Zalău |
|     | Intermediar stânga/centru | Sara Stefanovska    | 25 septembrie 1998     | 1,80 m   |          |        | HC Zalău |
|     | Intermediar stânga        | Lorena Verdeș       |                        |          |          |        | HC Zalău |
|     | Extremă stânga            | Francesca Bălan     | 21 noiembrie 2005      | 1,66 m   |          |        | HC Zalău |
|     | Intermediar stânga        | Mioara Ciubotaru    | 14 aprilie 2006        | 1,81 m   |          |        | HC Zalău |
|     | Extremă stânga            | Alexandra Orșivschi | 11 iulie 1994          | 1,72 m   |          |        | HC Zalău |
|     | Pivot                     | Adelina Iordache    | 19 noiembrie 2003      |          |          |        | HC Zalău |